# Abas ibne Firnas
Abu Alcácime Abas ibne Firnas ibne Uirdas Atacurini (em árabe: Abu al-Qasim Abbas ibn Firnas ibn Wirdas al-Takurini; 809–887), também conhecido como Abas ibne Firnas (em árabe: عباس بن فرناس), era um polímata andalusino: inventor, médico, químico, engenheiro, músico e poeta em língua árabe. De ascendência berbere, ele nasceu em Izn-Rand Onda, Alandalus (hoje Ronda, Espanha), viveu no Emirado de Córdova e tem a reputação de ter tentado voar.
A cratera ibne Firnas na Lua é nomeada em sua homenagem, assim como o Aeroporto ibne Firnas em Bagdá e uma das pontes sobre o rio Guadalquivir em Córdova.

## Trabalhos
Abas ibne Firnas projetou um relógio de água chamado Almacata, inventou um meio de fabricar vidro incolor, além de vários planisférios de vidro, fez lentes corretivas ("pedras de leitura"), inventou uma cadeia de anéis que poderiam ser usados para simular os movimentos dos planetas e estrelas e desenvolveu um processo para cortar cristal de rocha que permitia que a Espanha deixasse de exportar quartzo para o Egito.

### Aviação
Cerca de sete séculos após a morte de Firnas, o historiador argelino Ahmed Mohammed al-Maqqari (m. 1632) escreveu uma descrição sobre ele:
Entre outras experiências muito curiosas que ele fez, uma é a sua tentativa de voar. Ele se cobriu de penas para o efeito, prendeu duas asas ao corpo e, se destacando, se jogou no ar quando, de acordo com o testemunho de vários escritores confiáveis que viram a performance, ele voou por longa distância, como se fosse um pássaro, mas, ao pousar novamente no local por onde havia começado, suas costas estavam muito machucadas, por não saber que os pássaros quando pousam em suas caudas, ele se esqueceu de se prover a si mesmo com uma.
Diz-se que Almacari usou em sua obras de história "muitas fontes primitivas já não existentes", mas no caso de Firnas, ele não cita suas fontes pelos detalhes do famoso voo, embora ele afirme que um verso em um poema árabe do século IX é na verdade uma alusão ao voo de Firnas. O poema foi escrito por Almumine ibne Saíde, um poeta da corte de Córdova sob Maomé I (m. 886), que conhecia e costumava criticar ibne Firnas. O verso pertinente diz: "Ele voou mais rápido que a Fênix em seu voo, quando vestiu seu corpo com as penas de um abutre". Nenhuma outra fonte sobrevivente se refere ao evento.
Foi sugerido que a tentativa de ibne Firnas no voo de planador poderia ter inspirado a tentativa de Eilmer de Malmesbury entre 1000 e 1010 na Inglaterra, mas não há evidências que apoiem essa hipótese.

## Armen Firman
Armen Firman pode ser o nome latino de Abas ibne Firnas.
Segundo algumas fontes secundárias, cerca de 20 anos antes de ibne Firnas tentar voar, ele pode ter testemunhado Firman se envolver em uma capa solta reforçada com suportes de madeira e pular de uma torre em Córdova, pretendendo usar a peça como asas nas quais ele poderia planar. A suposta tentativa de voo não teve êxito, mas a peça de roupa diminuiu sua queda o suficiente para que ele sofresse apenas ferimentos leves.
No entanto, não há referência a Armen Firman em outras fontes secundárias, sendo que todas tratam exaustivamente da tentativa de voo de ibne Firnas. Armen Firman não é mencionado no conto de al-Maqqari.
Como essa história foi registrada apenas em uma única fonte primária, al-Maqqari, e como se diz que o salto de Firman foi a fonte de inspiração de ibne Firnas, a falta de menção a Firman no relato de al-Maqqari pode apontar que o salto da torre mais tarde foi confundido com a tentativa de planar de ibne Firnas em escritos secundários.